# Plemyria bipunctata
Plemyria bipunctata là một loài bướm đêm trong họ Geometridae.